# Fredrik Cygnaeus
Fredrik Cygnaeus (Hämeenlinna, 1º aprile 1807 – Helsinki, 7 febbraio 1881) è stato uno scrittore, poeta, critico letterario e patriota finlandese.
Cygnaeus, assieme a J. V. Snellman, J. L. Runeberg e Aleksis Kivi, è stato una figura centrale della rinascita nazionale finlandese dopo secoli di dominazione politica e culturale svedese.

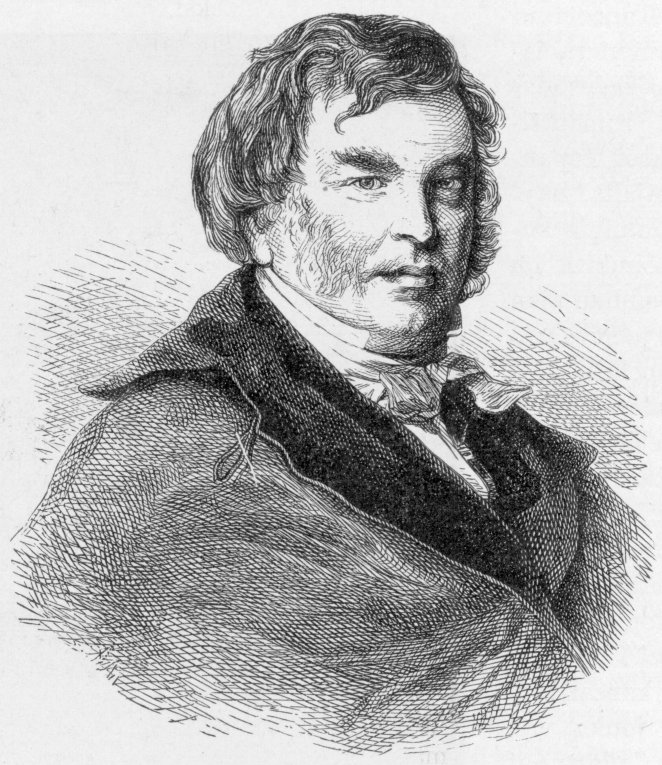
Fredrik Cygnaeus

## Biografia
Figlio di un pastore luterano di Hämeenlinna, compì i primi studi sotto la guida del padre. Quando quest'ultimo fu chiamato a ricoprire la carica vescovile della Chiesa luterana a San Pietroburgo nel 1820 (all'epoca la Finlandia era da qualche anno passata sotto la dominazione russa), Fredrik si trasferì con lui in Russia, e fu affidato al precettore A. J. Sjögren.
Tornato in patria, conobbe ed iniziò a frequentare i più importanti scrittori e patrioti finlandesi dell'epoca (Runeberg, Snellman, Nervander, Lönnrot, Castrén), aderendo alla Società del sabato (Lauantaiseura), fondata nel 1830 allo scopo di promuovere la lingua e la cultura finnica e di risvegliare il sentimento nazionale.
Conseguita la laurea nel 1838, si dedicò allo studio della storia, intraprendendo inoltre una serie di viaggi all'estero (1843-1847). 
Nel 1854 ottenne le cattedre di estetica e di letteratura moderna presso l'Università di Helsinki, rimanendo professore presso lo stesso ateneo sino al 1867.
Nonostante egli stesso fosse un madrelingua svedese, contribuì in maniera determinante allo sviluppo della cultura e della lingua finlandese. Fu inoltre uno dei primi critici letterari a studiare ed analizzare la poesia del Kalevala (Om det tragiska elementet i Kalevala, 1853). Fu inoltre lo scopritore del più importante scrittore finlandese di sempre, Aleksis Kivi.
Suo cugino, il pedagogista Uno Cygnaeus (1810-1888), è considerato il padre del sistema scolastico pubblico finlandese.

## Opere principali
- Dikter (1851-70), raccolta di poesie in cui sono compresi anche due drammi: Claes Flemings tider (I tempi di C. F.) e Hertig Joans ungdomsdrömmar (I sogni giovanili del duca G.).
- Om det tragiska elementet i Kalevala (1853).
- Afhandlingar i populära ämnen (Saggi di materia popolare, 1852-53).
- Små häften rörande litteratur och konst (1867-68).
- Om Johan Ludvig Runeberg (1873).